# 阿部正粹
阿部 正粹（あべ まさただ）は、江戸時代後期の備後国福山藩の世嗣。

## 略歴
5代藩主・阿部正精の長男として誕生。母は土屋篤直の娘。幼名は運之助。正室は平戸藩主・松浦清の娘。子は阿部正耆（次男）、較姫（松平信宝正室）。
福山藩嫡子として生まれるが、家督相続以前に廃嫡された。代わって三弟・正寧が嫡子となった。
| スタブアイコン | サブスタブ | この項目は、まだ閲覧者の調べものの参照としては役立たない、人物に関連した書きかけの項目です。この項目を加筆・訂正などしてくださる協力者を求めています（P:人物伝/PJ:人物伝）。 |